# Joan Alsina
Joan Alsina Hurtos (Castellón de Ampurias, España; 28 de abril de 1942-Santiago, Chile: 19 de septiembre de 1973) fue un sacerdote católico español, asesinado en Chile tras el Golpe de Estado en Chile de 1973.

## Un sacerdote catalán misionero en Chile
Hijo de José Alsina y Genoveva Hurtos, una cristiana familia que vivía en una masía del pueblo de Castellón de Ampurias. Estudió en el seminario de Gerona. Fue ordenado sacerdote el 30 de agosto de 1966. Al iniciar sus labores pastorales, tenía la esperanza de partir al extranjero como misionero, así se lo contaba a sus cercanos “siento que Dios me llama para ir a misiones y quiero prepárarme bien”. Cumpliendo esta pretensión llegó a Chile el 30 de enero de 1967 a vivir a una comunidad de sacerdotes catalanes en la comuna de San Bernardo. En 1972 era empleado del hospital San Juan de Dios. Su trabajo pastoral lo realizaba en la población José María Caro, lugar donde vivía junto al sacerdote Alfonso Baeza.
Joan Alsina ejercía su ministerio en la Parroquia San Ignacio de San Bernardo y como Jefe de Personal en el Hospital San Juan de Dios al momento del Golpe de Estado del 11 de septiembre de 1973. Desde el hospital pudo ver el bombardeo de La Moneda. Los días 11 y 12 de septiembre los funcionarios del recinto se organizaron para atender a los heridos que llegaban al lugar producto de la represión. A pesar de que sus compañeros le señalaron que por su condición de dirigente sindical de los trabajadores del hospital podría ser detenido este continuó su trabajo de servicio.

## Detención y fusilamiento

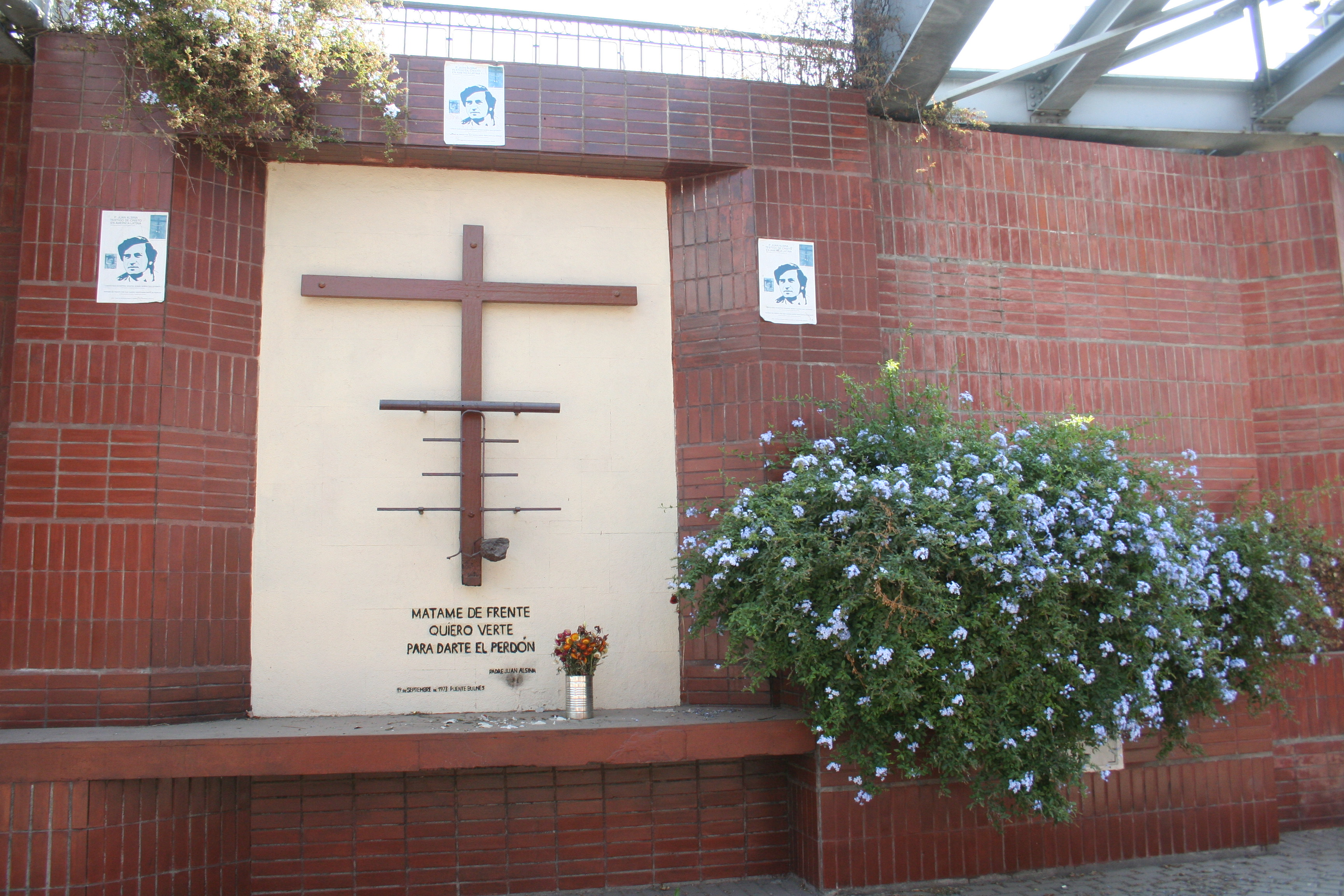
Memorial en recuerdo del sacerdote Joan Alsina.

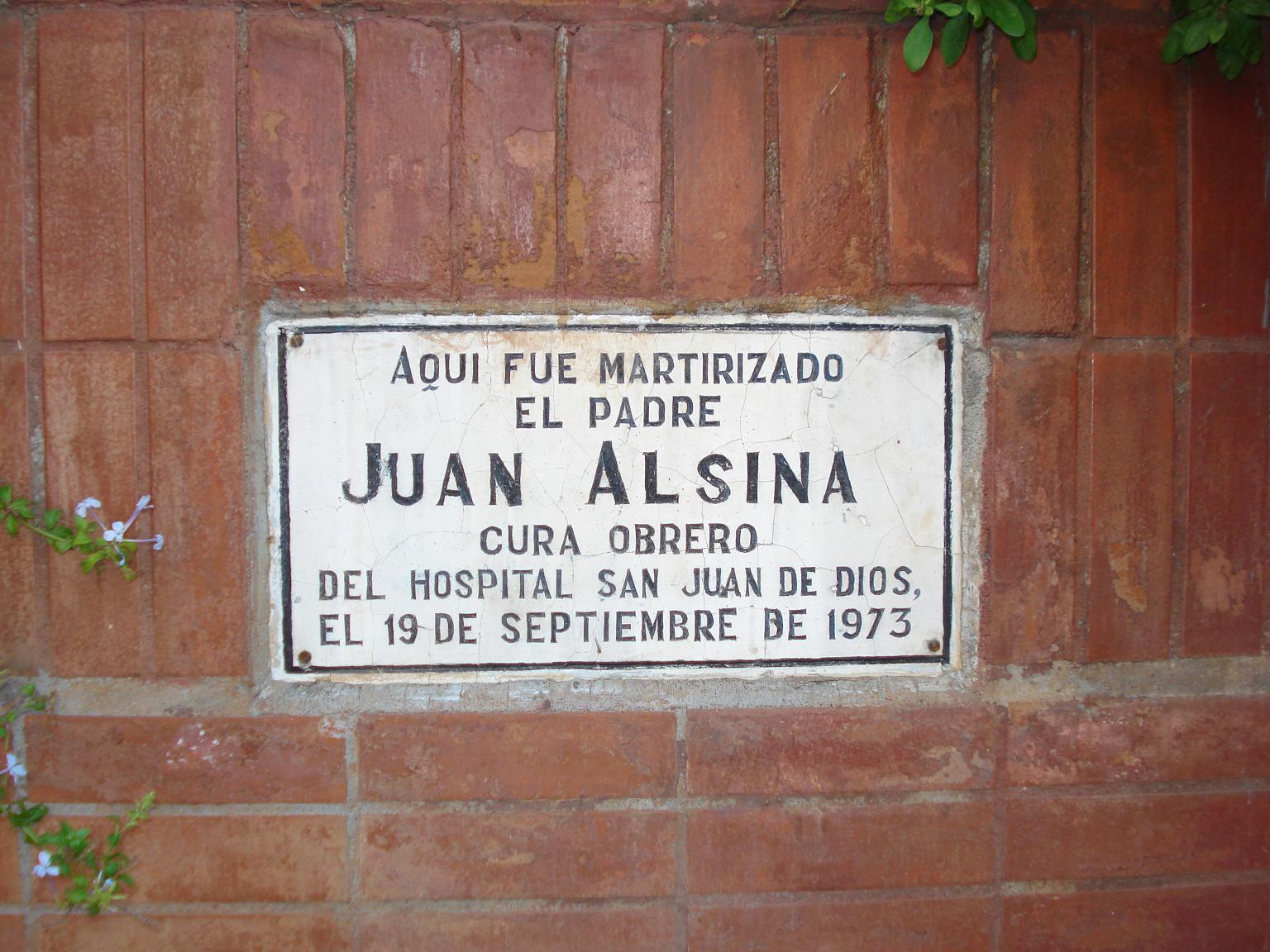
Placa recordatoria en el lugar del asesinato.

El 16 de septiembre de 1973 una patrulla militar allanó el Hospital San Juan de Dios, siete empleados fueron detenidos. A Joan Alsina a su regreso a su trabajo, le contaron que los militares preguntaron por él. Sus compañeros le aconsejaron que busque refugio en la embajada de España. Pero Joan decidió mantenerse en sus labores. Esta decisión, lo señaló con una reflexión “hay momentos en la vida en que hay que jugarse el todo por el todo y si me necesitan allá estoy”.
El 19 de septiembre un grupo de efectivos militares pertenecientes a un Batallón del Regimiento Yungay de San Felipe allanó el hospital. Fue llevado detenido al Internado Nacional Barros Arana. A las nueve de la noche, Joan fue conducido al Puente Bulnes. En ese lugar fue fusilado.
Nelson Bañados, soldado de 18 años que lo asesinó cumpliendo órdenes del coronel Mario Caraves, relató el fusilamiento con estas palabras:

"Salimos del Barros Arana en jeep. Mi capitán conducía y yo iba atrás con Juan. Juan iba esposado y muy pensativo. No me dijo ni una palabra durante el trayecto ni me dio ningún trabajo cuidarlo. Iba calladito nomás. Él sabía que lo íbamos a matar porque en el Barros Arana se lo habíamos comunicado. Al llegar al puente Bulnes, mi capitán frenó, y yo, como lo hacía con cada uno de los que fusilaba, me bajé, saqué a Juan del furgón y fui a vendarle los ojos, pero Juan me dijo: "Por favor no me pongas la venda, mátame de frente porque quiero verte para darte el perdón". Fue muy rápido. Recuerdo que levantó su mirada al cielo, hizo un gesto con las manos, las puso sobre su corazón y movió los labios como si estuviera rezando y dijo: "Padre, perdónalos..." Yo le disparé la ráfaga y cayó al tiro. Quería dispararle con la pistola pero lo hice con la metralleta para que fuera más rápido. El impacto fue tan fuerte que volteó su cuerpo y prácticamente cayó solo al Mapocho, yo tuve que darle un empujoncito nomás. Otros, a veces, caían al piso del puente y había que levantarlos y echarlos al río. Eran las diez de la noche y de este fusilamiento no me voy a olvidar nunca jamás”.

El día 27 de septiembre es encontrado su cuerpo en el Servicio Médico Legal; es sepultado al día siguiente en el Cementerio Parroquial de San Bernardo.

## Informe Rettig
Familiares de Joan Alsina presentaron su testimonio ante la Comisión Rettig, Comisión de Verdad que tuvo la misión de calificar casos de detenidos desaparecidos y ejecutados durante la Dictadura Militar. Sobre el caso de Joan, el Informe Rettig señaló que:

Juan ALSINA HURTOS, español, 31 años, sacerdote católico, quien ejercía su ministerio en la Parroquia San Ignacio de San Bernardo y se desempeñaba como Jefe de Personal del Hospital San Juan de Dios, fue ejecutado el 19 de septiembre.
Fue detenido en los subterráneos del Hospital por efectivos del Regimiento Yungay de San Felipe. Luego fue llevado al patio del Hospital donde permanece largo rato. Conducido al Instituto Diego Barros Arana y luego al Río Mapocho donde es ejecutado el mismo día. El día 27 es encontrado su cuerpo en el Instituto Médico Legal; es sepultado al día siguiente en el Cementerio Parroquial de San Bernardo. El certificado de defunción consigna como lugar de la muerte el puente Bulnes sobre el río Mapocho, e indica como causa de la misma: "múltiples heridas de bala" y "lesiones apergaminadas en la cara".  
La Comisión adquirió, conforme al mérito de los testimonios y antecedentes recibidos, la convicción de que la ejecución del sacerdote Juan Alsina Hurtos constituye una violación de sus derechos, siendo responsables de ello agentes del Estado.

## Proceso judicial en democracia
Uno de los sacerdotes catalanes compañero de comunidad Joan, el padre Miguel Jordá emprendió una búsqueda personal para dar con los autores materiales e intelectuales del fusilamiento de Joan. El padre Miguel logró encontrarse con el exsoldado conscripto Nelson Bañados quién relató su participación en el fusilamiento del sacerdote. Nelson Bañados agobiado por los remordimientos, se suicidó.
Luego de años de ausencia de justicia, en el caso de Joan Alsina su hermana María Alsina interpuso una querella por la muerte del sacerdote. Quién representó judicialmente a la hermana del sacerdote fue la abogada Fabiola Letelier del Solar. Este caso fue investigado por el ministro Jorge Zepeda, quien dictó sentencia el 18 de octubre de 2005. El magistrado estimó que el crimen del sacerdote era un crimen de lesa humanidad. No se pudo condenar al ex conscripto Nelson Bañados, ni el coronel Mario Caraves, dado que ambos fallecieron. Se condenó al máximo jefe del Regimiento de Infantería Nº 3 “Yungay”, Donato López Almarza. Este fue condenado a la pena de cinco años como autor del delito de homicidio calificado de Juan Alsina. En el aspecto civil se rechazó la demanda civil interpuesta. 
En segunda instancia la Corte de Apelaciones de Santiago, el 29 de marzo de 2007, confirmó la sentencia, tanto en lo penal como en lo civil. El caso llegó a la Corte Suprema, quien dictó condena el 27 de diciembre de 2007, se rebajó la pena, a Donato López, a tres años y un día de prisión, se le otorgó el beneficio de la libertad vigilada. En el aspecto civil se confirmó la sentencia de primera instancia. 
La Corte Suprema, al aplicar la media prescripción, en la práctica se le rebajó la condena de prisión al único condenado, por lo que cumplirá su condena en libertad.

## Homenajes

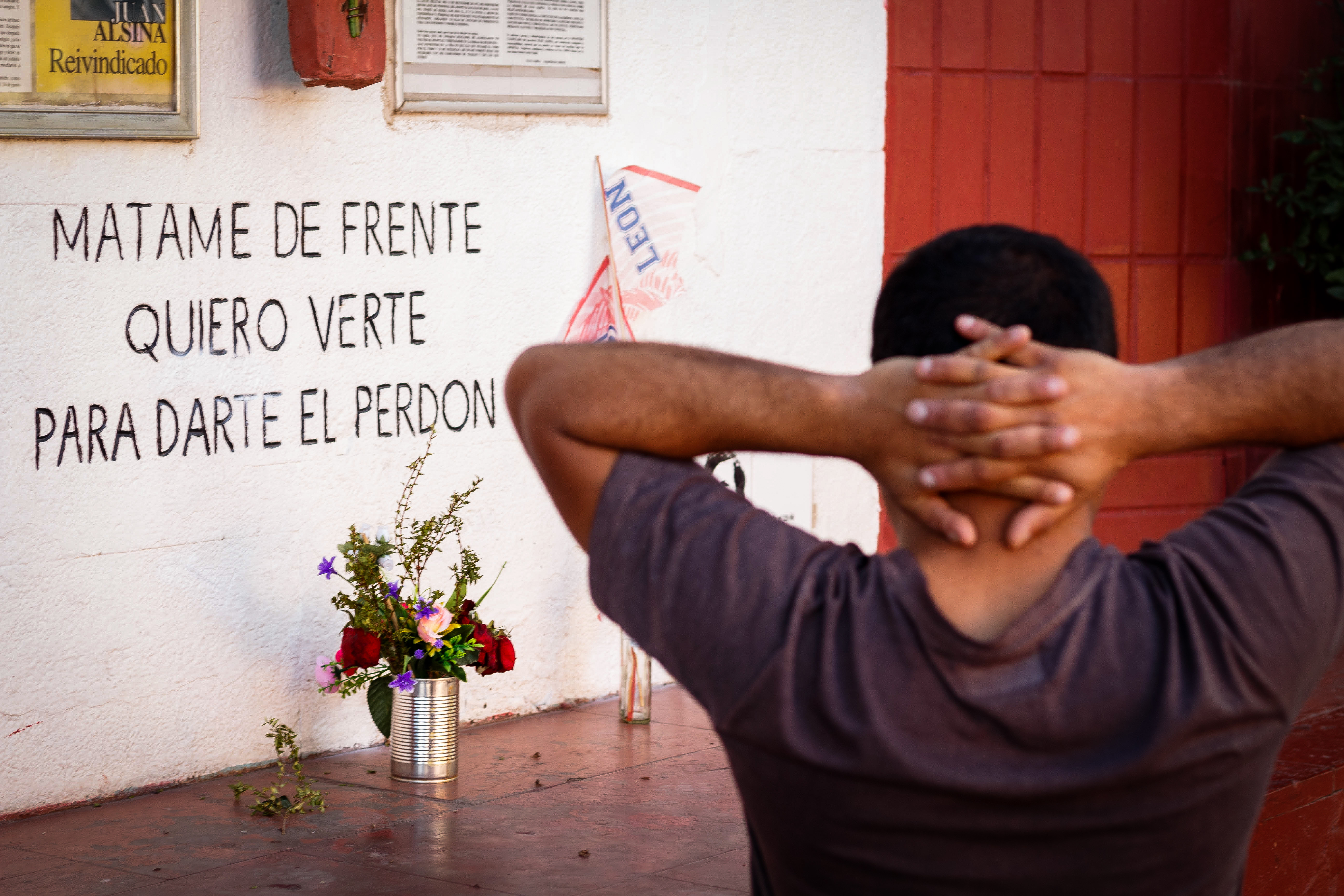
Memorial al padre Joan Alsina.

Para recordar al padre Joan Alsina, se construyó un memorial junto al Puente Bulnes donde fue ejecutado. La inauguración del Memorial se realizó el 24 de marzo de 1995. El memorial tiene una cruz donde está adosada la antigua baranda esta tiene marcas de los balazos del fusilamiento. Al pie de la cruz está escrita la frase “mátame de frente porque quiero verte para darte el perdón”. En Cataluña, también se le rindió un homenaje con una plaza con su nombre. El 28 de febrero de 1993, la fecha en que Juan hubiera cumplido, 50 años de edad, se inauguró un monumento en Malgrat, Cataluña. En su memoria, un consultorio en San Bernardo lleva el nombre Padre Joan Alsina.